# Paralomanius
Paralomanius is een geslacht van hooiwagens uit de familie Podoctidae.
De wetenschappelijke naam Lomanius is voor het eerst geldig gepubliceerd door Goodnight & Goodnight in 1948. 

## Soorten
Lomanius omvat de volgende 2 soorten:
- Paralomanius longipalpus
- Paralomanius mindanaoensis